# Орловский часовой завод

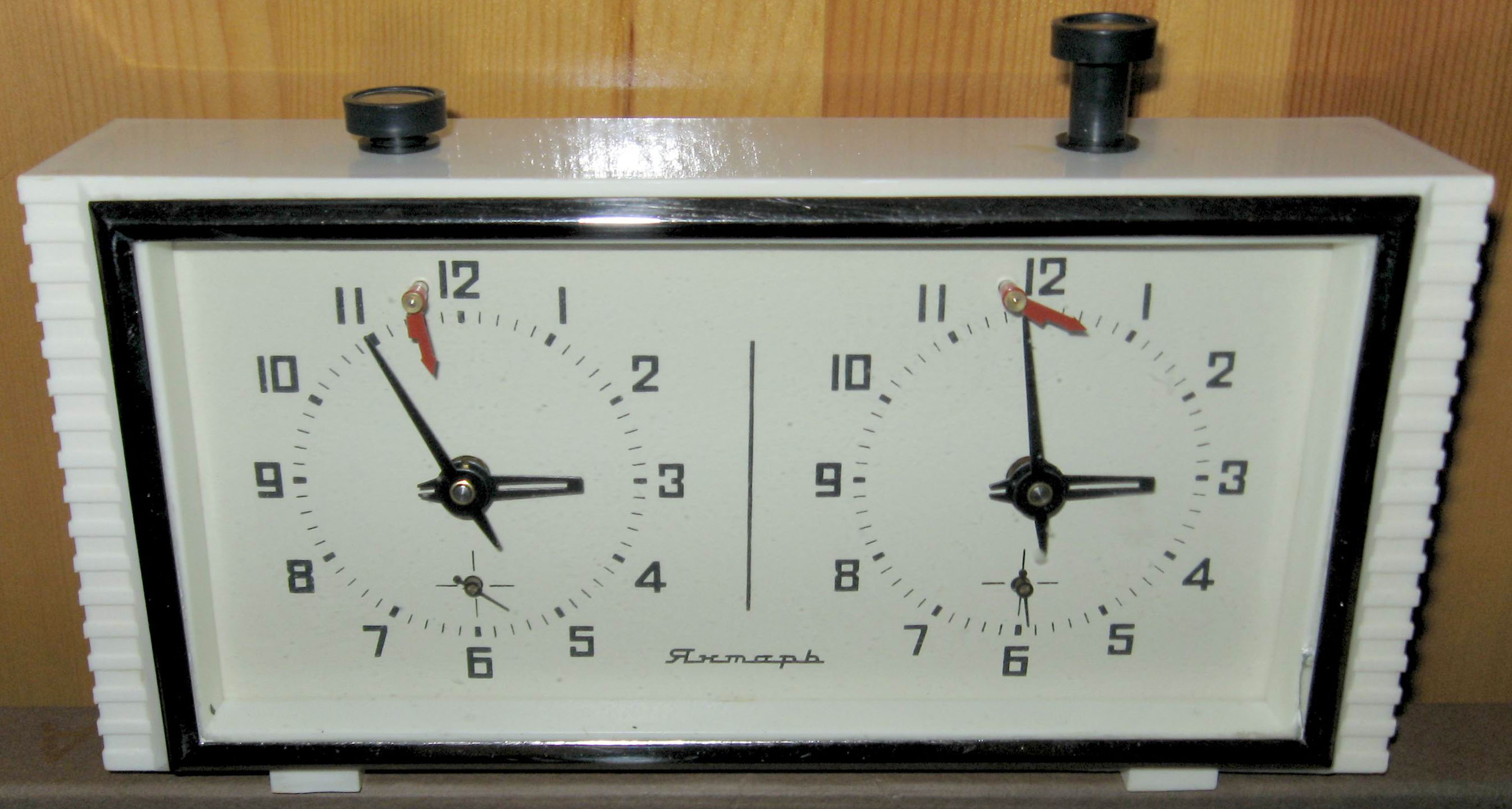
Шахматные часы «Янтарь»

Орло́вский часово́й заво́д «Янта́рь» (сокр. «ОАО Янтарь») — завод в России, изготавливавший крупногабаритные напольные, настенные и настольные механические и кварцевые часы. На Орловском часовом заводе выпускались также будильники.
В сентябре 1950 года был принят устав Орловского часового завода, спустя ровно 54 года, в сентябре 2004 завод перестал существовать. В 2004 году предприятие было выкуплено ООО «АЛМАЗ-ХОЛДИНГ», который распределил имущество между другими фирмами. Часовое производство впоследствии прекратилось. Сейчас[когда?] в помещениях бывшего завода располагаются торговые центры и множество коммерческих предприятий.

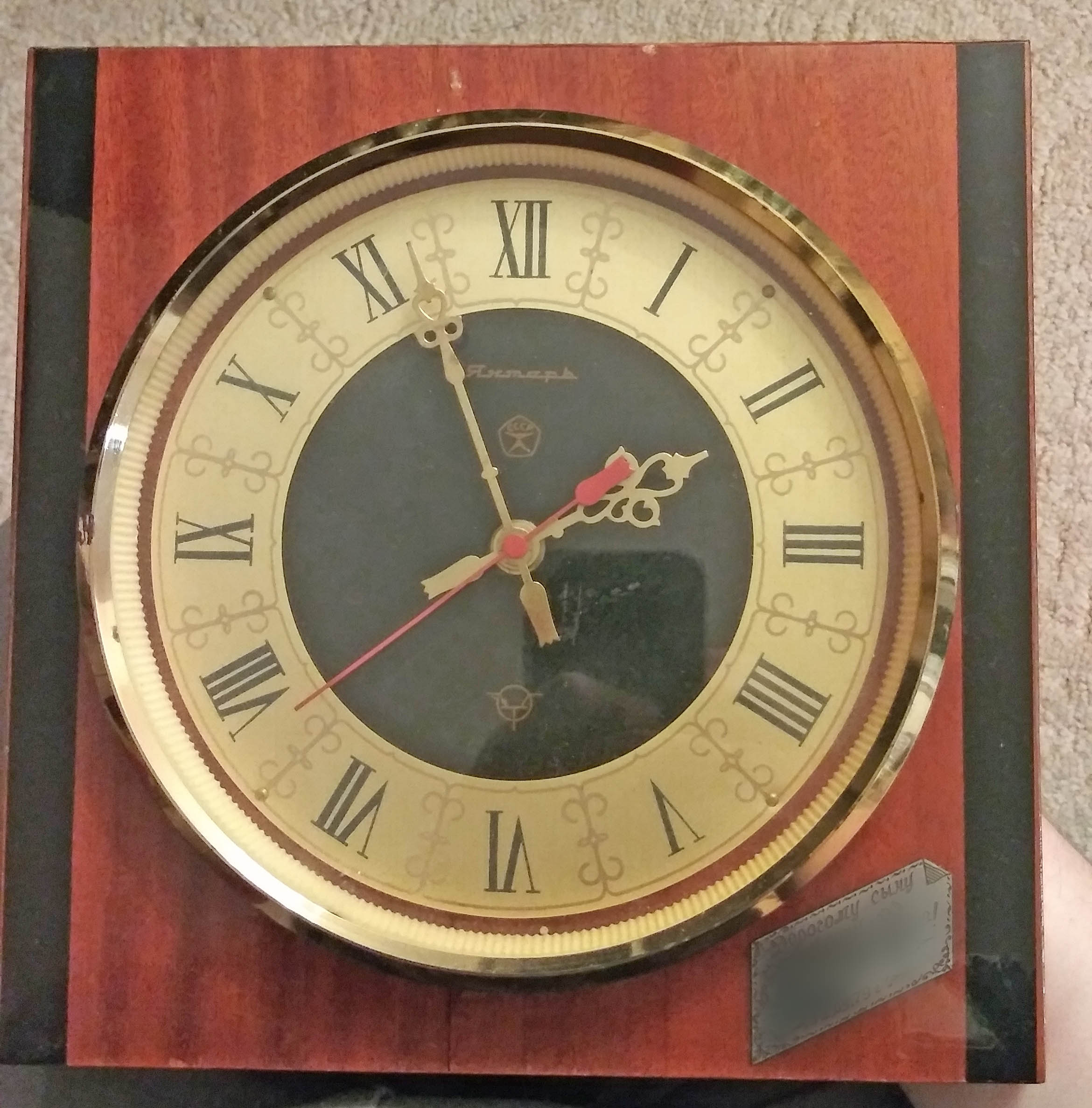
Настенные часы «Янтарь» 65181/437059

## Возрождение
В 2021 году возрождён в виде часового бутика с фирменной мастерской. На месте бывших цехов будет создан музей.

## Ссылки

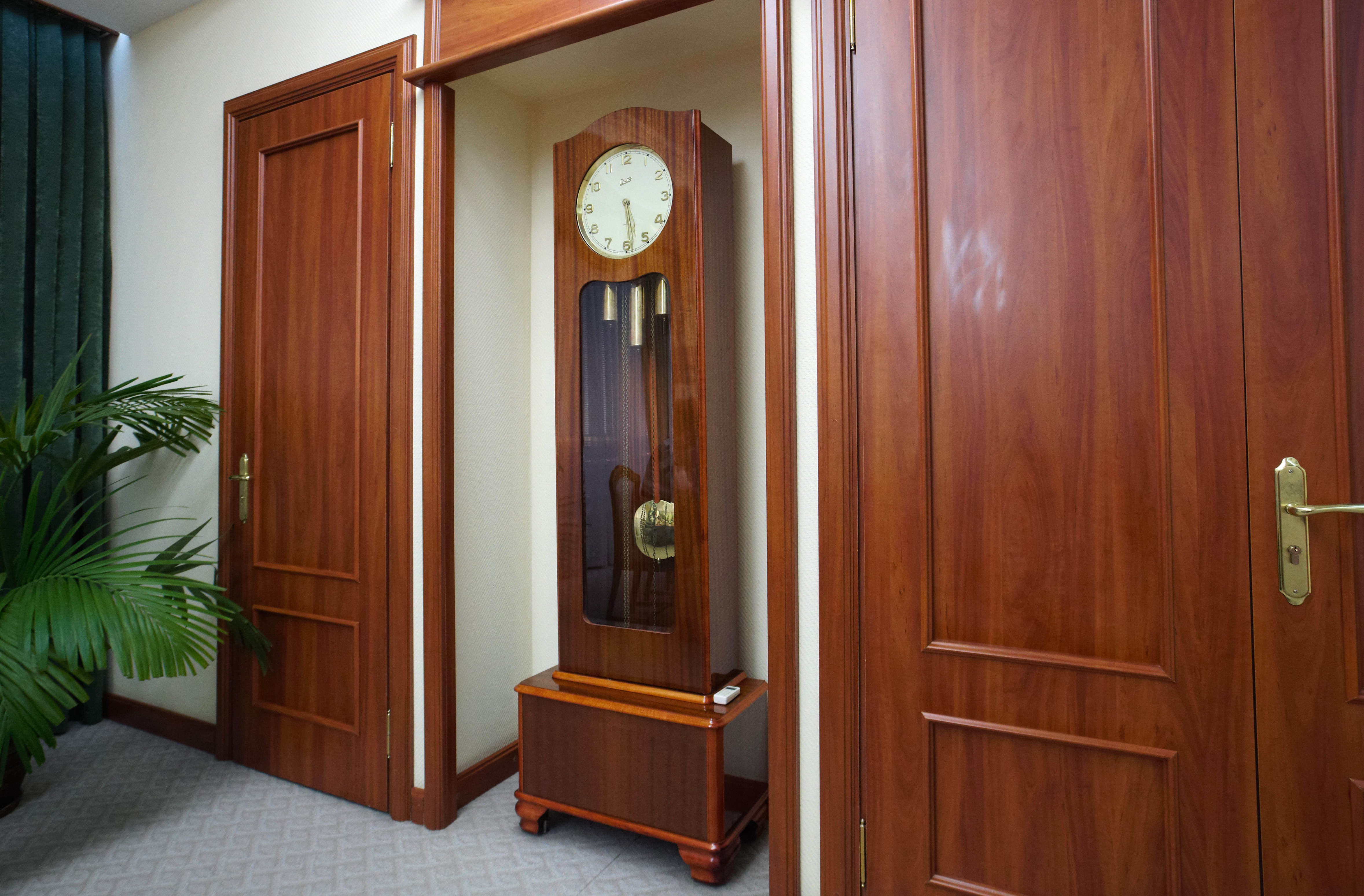
Кабинетные часы 1ЧМП